# Casey Dellacqua
Casey Dellacqua (Perth, 11 februari 1985) is een voormalig professioneel tennisspeelster uit Australië.
Zij begon met tennissen op zevenjarige leeftijd en werd tijdens haar jeugd geïnspireerd door haar landgenote Margaret Court, een tennislegende. Haar favoriete ondergrond was hardcourt. Zij speelde linkshandig en had een tweehandige backhand.

## Loopbaan

### Enkelspel
Dellacqua debuteerde in 2002 op het ITF-toernooi van Warrnambool (Australië). Zij stond in 2003 voor het eerst in een finale, op het ITF-toernooi van Dalby (Australië) – hier veroverde zij haar eerste titel, door de Nederlandse Anousjka van Exel te verslaan. In totaal won zij 22 ITF-titels, de meest recente in 2013 in Bendigo (Australië).
In 2004 speelde Dellacqua voor het eerst op een WTA-hoofdtoernooi, op het toernooi van Gold Coast. Tot op heden(oktober 2017) bereikte zij nog nooit een WTA-finale.
Haar beste resultaat op de grandslamtoernooien is het bereiken van de vierde ronde. Haar hoogste notering op de WTA-ranglijst is de 26e plaats, die zij bereikte in september 2014.

### Dubbelspel
Dellacqua behaalde in het dubbelspel betere resultaten dan in het enkelspel. Zij debuteerde in 2002 op het ITF-toernooi van Warrnambool (Australië) samen met de Duitse Svenja Weidemann. Zij stond een week later al in een finale, op het ITF-toernooi van Benalla (Australië), met dezelfde partner – zij verloren van het Australische duo Nicole Kriz en Sarah Stone. In 2003 veroverde Dellacqua haar eerste titel, op het ITF-toernooi van Dalby (Australië), samen met landgenote Evie Dominikovic, door het duo Elizabeth Schmidt en Anousjka van Exel te verslaan. In totaal won zij 23 ITF-titels, de meest recente in 2012 in Toyota (Japan) met Ashleigh Barty.
In 2003 speelde Dellacqua voor het eerst op een WTA-hoofdtoernooi, op het toernooi van Canberra, samen met landgenote Nicole Sewell. Zij stond in 2008 voor het eerst in een finale, op Roland Garros, samen met de Italiaanse Francesca Schiavone – zij verloren van het Spaanse koppel Anabel Medina Garrigues en Virginia Ruano Pascual. In 2013 veroverde Dellacqua haar eerste WTA-titel, op het toernooi van Pattaya, samen met de Japanse Kimiko Date-Krumm, door het koppel Akgul Amanmuradova en Aleksandra Panova te verslaan. Tot op heden(oktober 2017) won zij zeven WTA-titels, waarvan vijf met landgenote Ashleigh Barty.
Op ieder der vier grandslamtoernooien bereikte Dellacqua de dubbelspelfinale, zonder deze nog te winnen. Wel won zij het gemengd dubbelspel op Roland Garros 2011, samen met de Amerikaan Scott Lipsky. Haar hoogste notering op de WTA-ranglijst is de derde plaats, die zij bereikte in februari 2016.

### Tennis in teamverband
In de periode 2006–2017 maakte Dellacqua deel uit van het Australische Fed Cup-team – zij behaalde daar een winst/verlies-balans van 18–9. In 2014 speelde zij, na een 4–0-winst op Rusland in de eerste ronde, in de halve finale van Wereldgroep I – met Barty zegevierde zij in de enige rubber die de Australische dames wisten af te pakken van het Duitse team.
Tweemaal deed zij mee met de Hopman Cup, in 2009 met Lleyton Hewitt en in 2015 met Marinko Matosevic. In beide gevallen bleef zij steken in de groepsfase.

## Posities op deWTA-ranglijst
Positie per einde seizoen:
| jaar | rang enkelspel | rang dubbelspel |
| ---- | -------------- | --------------- |
| 2002 | 458            | 545             |
| 2003 | 275            | 224             |
| 2004 | 301            | 117             |
| 2005 | 223            | 141             |
| 2006 | 172            | 121             |
| 2007 | 78             | 123             |
| 2008 | 55             | 21              |
| 2009 | 1004           | –               |
| 2010 | 226            | 251             |
| 2011 | 156            | 56              |
| 2012 | 88             | 67              |
| 2013 | 130            | 10              |
| 2014 | 30             | 31              |
| 2015 | 112            | 5               |
| 2016 | –              | 273             |
| 2017 | –              | 10              |

## Palmares
| Legenda                | Legenda                  |
| ---------------------- | ------------------------ |
| Grandslamtoernooi      |                          |
| Olympische Spelen      |                          |
| Year-End Championships |                          |
| tot 2009               | 2009 – 2020 / vanaf 2021 |
| Tier I                 | Premier Mandatory        |
| Tier II                | Premier Five / WTA 1000  |
| Tier III               | Premier / WTA 500        |
| Tier IV & V            | International / WTA 250  |
|                        | Challenger / WTA 125     |

### WTA-finaleplaatsen enkelspel
geen

### WTA-finaleplaatsen dubbelspel
| nr.                                 | finale     | toernooi         | ondergrond | partner             | tegenstandsters                                | score            |         |
| ----------------------------------- | ---------- | ---------------- | ---------- | ------------------- | ---------------------------------------------- | ---------------- | ------- |
| gewonnen finales vrouwendubbelspel  |            |                  |            |                     |                                                |                  |         |
| 1.                                  | 2013-02-03 | WTA Pattaya      | hardcourt  | Kimiko Date-Krumm   | Akgul Amanmuradova Aleksandra Panova           | 6-3, 6-2         | details |
| 2.                                  | 2013-06-16 | WTA Birmingham   | gras       | Ashleigh Barty      | Cara Black Marina Erakovic                     | 7-5, 6-4         | details |
| 3.                                  | 2014-05-24 | WTA Straatsburg  | gravel     | Ashleigh Barty      | Tatiana Búa Daniela Seguel                     | 4-6, 7-5, [10-4] | details |
| 4.                                  | 2015-05-09 | WTA Madrid       | gravel     | Jaroslava Sjvedova  | Garbiñe Muguruza Carla Suárez Navarro          | 6-3, 6-7, [10-5] | details |
| 5.                                  | 2017-03-05 | WTA Kuala Lumpur | hardcourt  | Ashleigh Barty      | Nicole Melichar Makoto Ninomiya                | 7-6, 6-3         | details |
| 6.                                  | 2017-05-27 | WTA Straatsburg  | gravel     | Ashleigh Barty      | Chan Hao-ching Chan Yung-jan                   | 6-4, 6-2         | details |
| 7.                                  | 2017-06-25 | WTA Birmingham   | gras       | Ashleigh Barty      | Chan Hao-ching Zhang Shuai                     | 6-1, 2-6, [10-8] | details |
| verloren finales vrouwendubbelspel  |            |                  |            |                     |                                                |                  |         |
| 1.                                  | 2008-06-06 | Roland Garros    | gravel     | Francesca Schiavone | Anabel Medina Garrigues Virginia Ruano Pascual | 6-2, 5-7, 4-6    | details |
| 2.                                  | 2009-01-17 | WTA Sydney       | hardcourt  | Nathalie Dechy      | Hsieh Su-wei Peng Shuai                        | 0-6, 1-6         | details |
| 3.                                  | 2013-01-24 | Australian Open  | hardcourt  | Ashleigh Barty      | Sara Errani Roberta Vinci                      | 2-6, 6-3, 2-6    | details |
| 4.                                  | 2013-07-06 | Wimbledon        | gras       | Ashleigh Barty      | Hsieh Su-wei Peng Shuai                        | 6-7, 1-6         | details |
| 5.                                  | 2013-09-07 | US Open          | hardcourt  | Ashleigh Barty      | Andrea Hlaváčková Lucie Hradecká               | 7-6, 1-6, 4-6    | details |
| 6.                                  | 2014-06-15 | WTA Birmingham   | gras       | Ashleigh Barty      | Raquel Kops-Jones Abigail Spears               | 6-7, 1-6         | details |
| 7.                                  | 2015-04-12 | WTA Charleston   | gravel     | Darija Jurak        | Martina Hingis Sania Mirza                     | 0-6, 4-6         | details |
| 8.                                  | 2015-06-07 | Roland Garros    | gravel     | Jaroslava Sjvedova  | Bethanie Mattek-Sands Lucie Šafářová           | 6-3, 4-6, 2-6    | details |
| 9.                                  | 2015-08-23 | WTA Cincinnati   | hardcourt  | Jaroslava Sjvedova  | Chan Hao-ching Chan Yung-jan                   | 5-7, 4-6         | details |
| 10.                                 | 2015-09-13 | US Open          | hardcourt  | Jaroslava Sjvedova  | Martina Hingis Sania Mirza                     | 3-6, 3-6         | details |
| 11.                                 | 2017-06-11 | Roland Garros    | gravel     | Ashleigh Barty      | Bethanie Mattek-Sands Lucie Šafářová           | 2-6, 1-6         | details |
| 12.                                 | 2017-07-01 | WTA Eastbourne   | gras       | Ashleigh Barty      | Chan Yung-jan Martina Hingis                   | 3-6, 5-7         | details |
| 13.                                 | 2017-08-26 | WTA New Haven    | hardcourt  | Ashleigh Barty      | Gabriela Dabrowski Xu Yifan                    | 6-3, 3-6, [8-10] | details |
| gewonnen finales gemengd dubbelspel |            |                  |            |                     |                                                |                  |         |
| 1.                                  | 2011-06-02 | Roland Garros    | gravel     | Scott Lipsky        | Katarina Srebotnik Nenad Zimonjić              | 7-6, 4-6, [10-7] | details |

## Resultaten grandslamtoernooien
| Legenda | Legenda                          |
| ------- | -------------------------------- |
| g.t.    | geen toernooi gehouden           |
| l.c.    | lagere categorie                 |
| –       | niet deelgenomen                 |
| G       | uitgeschakeld in de groepsfase   |
| 1R      | uitgeschakeld in de eerste ronde |
| 2R      | uitgeschakeld in de tweede ronde |
| 3R      | uitgeschakeld in de derde ronde  |
| 4R      | uitgeschakeld in de vierde ronde |
| KF      | uitgeschakeld in de kwartfinale  |
| HF      | uitgeschakeld in de halve finale |
| F       | de finale verloren               |
| W       | het toernooi gewonnen            |
| w-v     | winst/verlies-balans             |

### Enkelspel
| Toernooi        | 2003 | 2004 | 2005 | 2006 | 2007 | 2008 | 2009 | 2010 | 2011 | 2012 | 2013 | 2014 | 2015 | w-v   |
| --------------- | ---- | ---- | ---- | ---- | ---- | ---- | ---- | ---- | ---- | ---- | ---- | ---- | ---- | ----- |
| Australian Open | 1R   | 1R   | 1R   | 1R   | 1R   | 4R   | 1R   | 3R   | –    | 2R   | 1R   | 4R   | 2R   | 10-12 |
| Roland Garros   | –    | –    | –    | –    | 1R   | 3R   | –    | –    | 1R   | 1R   | –    | 2R   | 1R   | 3-6   |
| Wimbledon       | –    | –    | –    | –    | 1R   | 3R   | –    | 1R   | –    | 1R   | –    | 2R   | 3R   | 5-6   |
| US Open         | –    | –    | –    | –    | 2R   | 1R   | –    | –    | 1R   | 2R   | 1R   | 4R   | 1R   | 5-7   |

### Vrouwendubbelspel
| toernooi        | 2003 | 2004 | 2005 | 2006 | 2007 | 2008 | 2009 | 2010 | 2011 | 2012 | 2013 | 2014 | 2015 |    | 2017 | 2018 |
| --------------- | ---- | ---- | ---- | ---- | ---- | ---- | ---- | ---- | ---- | ---- | ---- | ---- | ---- | -- | ---- | ---- |
| Australian Open | 2R   | 2R   | 1R   | 2R   | 1R   | 1R   | HF   | 1R   | –    | 1R   | F    | 2R   | 2R   | KF | 2R   |      |
| Roland Garros   | –    | –    | –    | –    | –    | F    | –    | –    | 3R   | 2R   | 1R   | KF   | F    | F  | –    |      |
| Wimbledon       | –    | –    | –    | –    | –    | HF   | –    | 1R   | 1R   | 2R   | F    | KF   | KF   | KF | –    |      |
| US Open         | –    | 1R   | –    | –    | 2R   | 1R   | –    | –    | 1R   | 1R   | F    | 1R   | F    | 2R | –    |      |

### Gemengd dubbelspel
| Australian Open | 1R | 1R | 2R | –  | 1R | –  | 2R | 1R | 1R | KF | 2R | 2R | 6-10 |
| Roland Garros   | –  | –  | –  | –  | –  | W  | –  | 1R | 1R | –  | HF | –  | 8-3  |
| Wimbledon       | –  | –  | –  | 3R | –  | 2R | –  | 3R | KF | 2R | 2R | –  | 6-6  |
| US Open         | –  | –  | –  | 2R | –  | –  | –  | 1R | 2R | –  | 1R | –  | 2-4  |